# Chelon engeli
Chelon engeli és un peix teleosti de la família dels mugílids i de l'ordre dels perciformes.

## Morfologia
Pot arribar als 30 cm de llargària total.

## Distribució geogràfica
Es troba des de les costes de l'Àfrica oriental fins a les de les Illes Marqueses i Tuamotu.